# Polonijne parafie rzymskokatolickie w Nowej Anglii

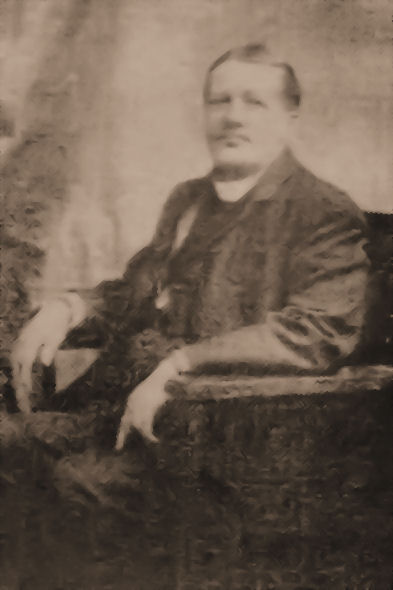
Ks. Franciszek Chałupka – założyciel pierwszych parafii polonijnych w Nowej Anglii

Polonijne parafie rzymskokatolickie w Nowej Anglii Stany Zjednoczone – zakładane przez polskich imigrantów od 1887 roku. Na tym terenie powstało 78 parafii polonijnych w 10 diecezjach.

Duży wkład miał ks. Franciszek Chałupka, który kierował założeniem pierwszych, polonijnych, parafii w Nowej Anglii.
| Parafia                                         | Miasto          | Archidiecezja lub Diecezja | Stan          | Rok powstania | Rok zamknięcia | Msza w j. polskim |
| ----------------------------------------------- | --------------- | -------------------------- | ------------- | ------------- | -------------- | ----------------- |
| Matki Boskiej Częstochowskiej                   | Boston          | Boston                     | Massachusetts | 1893          |                | Tak               |
| Matki Boskiej Ostrobramskiej                    | Brockton        | Boston                     | Massachusetts | 1914          | 2001           |                   |
| św. Jadwigi                                     | Cambridge       | Boston                     | Massachusetts | 1907          | 1995           |                   |
| św. Stanisława Biskupa i Męczennika             | Chelsea         | Boston                     | Massachusetts | 1905          | 2020           |                   |
| św. Michała Archanioła                          | Haverhill       | Boston                     | Massachusetts | 1901          | 1998           |                   |
| św. Wojciecha                                   | Hyde Park       | Boston                     | Massachusetts | 1913          | 2011           |                   |
| Najświętszego Serca Pana Jezusa                 | Ipswich         | Boston                     | Massachusetts | 1908          | 1999           |                   |
| Trójcy Świętej                                  | Lowell          | Boston                     | Massachusetts | 1904          |                | Tak               |
| Trójcy Świętej                                  | Lawrence        | Boston                     | Massachusetts | 1905          | 2004           |                   |
| św. Michała Archanioła                          | Lynn            | Boston                     | Massachusetts | 1906          | 2006           |                   |
| św. Kazimierza                                  | Maynard         | Boston                     | Massachusetts | 1912          | 1997           |                   |
| św. Piotra                                      | Norwood         | Boston                     | Massachusetts | 1918          | 1997           |                   |
| św. Jana Chrzciciela                            | Salem           | Boston                     | Massachusetts | 1903          |                | Tak               |
| Świętego Krzyża                                 | Fall River      | Fall River                 | Massachusetts | 1916          | 1997           |                   |
| św. Stanisława Biskupa i Męczennika             | Fall River      | Fall River                 | Massachusetts | 1898          |                | Nie               |
| św. Jadwigi                                     | New Bedford     | Fall River                 | Massachusetts | 1908          | 2004           |                   |
| św. Kazimierza                                  | New Bedford     | Fall River                 | Massachusetts | 1927          | 2000           |                   |
| Matki Bożej Nieustającej Pomocy                 | New Bedford     | Fall River                 | Massachusetts | 1905          | 2022           |                   |
| Matki Bożej Królowej Różańca Świętego           | Taunton         | Fall River                 | Massachusetts | 1909          |                | Nie               |
| Matki Bożej Jasnogórskiej                       | Clinton         | Worcester                  | Massachusetts | 1913          | 2010           |                   |
| św. Andrzeja Boboli                             | Dudley          | Worcester                  | Massachusetts | 1963          |                | Tak               |
| św. Józefa                                      | Gardner         | Worcester                  | Massachusetts | 1908          | 2015           |                   |
| św. Jadwigi                                     | Southbridge     | Worcester                  | Massachusetts | 1916          | 2011           |                   |
| św. Józefa                                      | Webster         | Worcester                  | Massachusetts | 1887          |                | Tak               |
| św. Stanisława Biskupa i Męczennika             | West Warren     | Worcester                  | Massachusetts | 1908          |                | Nie               |
| Matki Boskiej Częstochowskiej                   | Worcester       | Worcester                  | Massachusetts | 1903          |                | Tak               |
| św. Stanisława Kostki                           | Adams           | Springfield                | Massachusetts | 1902          | 2009           |                   |
| św. Antoniego z Padwy                           | Chicopee        | Springfield                | Massachusetts | 1926          | 2009           |                   |
| św. Stanisława Biskupa i Męczennika             | Chicopee        | Springfield                | Massachusetts | 1891          |                | Tak               |
| Najświętszego Serca Pana Jezusa                 | Easthampton     | Springfield                | Massachusetts | 1909          | 2010           |                   |
| Najświętszego Serca Pana Jezusa                 | Greenfield      | Springfield                | Massachusetts | 1912          | 2009           |                   |
| Różańca Świętego                                | Hadley          | Springfield                | Massachusetts | 1916          | 1998           |                   |
| Trójcy Świętej                                  | Hatfield        | Springfield                | Massachusetts | 1916          |                | Nie               |
| Matki Bożej Bolesnej                            | Holyoke         | Springfield                | Massachusetts | 1896          |                | Tak               |
| Wszystkich Świętych                             | Housatonic      | Springfield                | Massachusetts | 1913          | 2009           |                   |
| Niepokalanego Poczęcia Najświętszej Maryi Panny | Indian Orchard  | Springfield                | Massachusetts | 1904          |                | Tak               |
| Chrystusa Króla                                 | Ludlow          | Springfield                | Massachusetts | 1948          |                | Tak               |
| św. Jana Kantego                                | Northampton     | Springfield                | Massachusetts | 1904          | 2009           |                   |
| Świętej Rodziny                                 | Pittsfield      | Springfield                | Massachusetts | 1912          | 2008           |                   |
| św. Stanisława Biskupa i Męczennika             | South Deerfield | Springfield                | Massachusetts | 1908          | 2009           |                   |
| Matki Bożej Różańcowej                          | Springfield     | Springfield                | Massachusetts | 1917          |                | Tak               |
| Niepokalanego Poczęcia Najświętszej Maryi Panny | Springfield     | Springfield                | Massachusetts | 1905          |                |                   |
| Świętych Apostołów Piotra i Pawła               | Three Rivers    | Springfield                | Massachusetts | 1903          | 2010           |                   |
| Miłosierdzia Bożego                             | Three Rivers    | Springfield                | Massachusetts | 2010          |                | Tak               |
| Matki Boskiej Częstochowskiej                   | Turners Falls   | Springfield                | Massachusetts | 1909          |                | Nie               |
| św. Marii                                       | Ware            | Springfield                | Massachusetts | 1905          |                | Tak               |
| Trójcy Świętej                                  | Westfield       | Springfield                | Massachusetts | 1903          |                | Tak               |
| św. Józefa                                      | Claremont       | Manchester                 | New Hampshire | 1922          |                | Nie               |
| św. Stanisława Biskupa i Męczennika             | Nashua          | Manchester                 | New Hampshire | 1908          | 2002           |                   |
| św. Ludwika                                     | Portland        | Portland                   | Maine         | 1915          |                | Nie               |
| św. Józefa                                      | Ansonia         | Hartford                   | Connecticut   | 1925          |                | Tak               |
| św. Stanisława Kostki                           | Bristol         | Hartford                   | Connecticut   | 1919          |                | Tak               |
| św. Michała Archanioła                          | Derby           | Hartford                   | Connecticut   | 1905          |                | Tak               |
| św. Wojciecha                                   | Enfield         | Hartford                   | Connecticut   | 1915          |                | Nie               |
| Świętych Cyryla i Metodego                      | Hartford        | Hartford                   | Connecticut   | 1902          |                | Tak               |
| św. Stanisława Biskupa i Męczennika             | Meriden         | Hartford                   | Connecticut   | 1891          |                | Tak               |
| Najświętszego Serca Pana Jezusa                 | New Britain     | Hartford                   | Connecticut   | 1894          |                | Tak               |
| Świętego Krzyża                                 | New Britain     | Hartford                   | Connecticut   | 1927          |                | Tak               |
| św. Stanisława Biskupa i Męczennika             | New Haven       | Hartford                   | Connecticut   | 1901          |                | Tak               |
| Niepokalanego Poczęcia Najświętszej Maryi Panny | Southington     | Hartford                   | Connecticut   | 1915          |                | Nie               |
| św. Józefa                                      | Suffield        | Hartford                   | Connecticut   | 1916          |                | Nie               |
| św. Kazimierza                                  | Terryville      | Hartford                   | Connecticut   | 1906          |                | Nie               |
| Najświętszej Maryi Panny                        | Torrington      | Hartford                   | Connecticut   | 1919          |                | Nie               |
| św. Jadwigi                                     | Union City      | Hartford                   | Connecticut   | 1906          |                | Tak               |
| Świętych Apostołów Piotra i Pawła               | Wallingford     | Hartford                   | Connecticut   | 1924          |                | Tak               |
| św. Stanisława Kostki                           | Waterbury       | Hartford                   | Connecticut   | 1913          |                | Nie               |
| św. Michała Archanioła                          | Bridgeport      | Bridgeport                 | Connecticut   | 1899          |                | Tak               |
| Najświętszego Serca Pana Jezusa                 | Danbury         | Bridgeport                 | Connecticut   | 1925          |                | Nie               |
| św. Antoniego z Padwy                           | Fairfield       | Bridgeport                 | Connecticut   | 1927          |                | Nie               |
| Najświętszego Imienia Jezus                     | Stamford        | Bridgeport                 | Connecticut   | 1903          |                | Tak               |
| św. Marii Częstochowskiej                       | Middletown      | Norwich                    | Connecticut   | 1903          |                | Tak               |
| św. Józefa                                      | Norwich         | Norwich                    | Connecticut   | 1904          |                | Tak               |
| Matki Bożej Nieustającej Pomocy                 | Quaker Hill     | Norwich                    | Connecticut   | 1904          |                | Nie               |
| św. Józefa                                      | Rockville       | Norwich                    | Connecticut   | 1905          |                | Tak               |
| św. Józefa                                      | Central Falls   | Providence                 | Rhode Island  | 1905          |                | Tak               |
| Matki Boskiej Częstochowskiej                   | Coventry        | Providence                 | Rhode Island  | 1909          |                | Nie               |
| św. Wojciecha                                   | Providence      | Providence                 | Rhode Island  | 1902          |                | Tak               |
| św. Kazimierza                                  | Warren          | Providence                 | Rhode Island  | 1908          | 2017           |                   |
| św. Stanisława Kostki                           | Woonsocket      | Providence                 | Rhode Island  | 1905          |                | Tak               |